# Fernsehen in Afghanistan
Das Fernsehen wurde erstmals 1964 eingeführt, als eine neue Organisation namens Radio Television Afghanistan (im Besitz der Regierung) einen Fernsehsender gründete. Nach Abschluss der Machbarkeitsstudie mit Zuschusshilfe aus Japan wurden die Bauarbeiten der Atelier- und Sendergebäude im August 1978 abgeschlossen.
Fernsehen in Afghanistan war bis zu der erneuten Machtübernahme der Taliban im Jahr 2021 ein populäres Unterhaltungsmedium mit ungefähr 20 Sendestationen und 2 internationalen Kanälen. Satellitenfernsehen mit ausländischen Kanälen waren für jede Person verfügbar, die Zugang zu einer Parabolantenne hatte. Es folgt eine Liste der afghanischen Fernsehkanäle in alphabetischer Reihenfolge:

## Kanäle
Neben den beiden internationalen Kanälen Ariana TV International und Tolo TV International gab es (2008) noch:
| - 1TV - Afghan TV - Afghanistan National Television - Ariana Afghanistan (angesiedelt in den USA) - Ariana Television Network (ATN) - Arzo TV - Asr TV - Ayna TV - Emrooz TV - Farda TV - Herai TV - Khorasan TV (angesiedelt in USA) - Lemar TV - Noor TV (angesiedelt in USA) - Noor TV Afghanistan | - Noorin TV - Payame Afghan TV (angesiedelt in USA) - RTA (Radiofernsehen Afghanistan) - RTA Nangarhar - Saba TV - Saba World - Sepher TV - Shamshad TV - Taraqi TV - Tolo TV - Tamadon TV - Ujala TV - Zan TV – Erster Sender für Frauenthemen |